# Pyramiden vom Jebel Barkal
Koordinaten: 18° 32′ 9″ N, 31° 49′ 27″ O

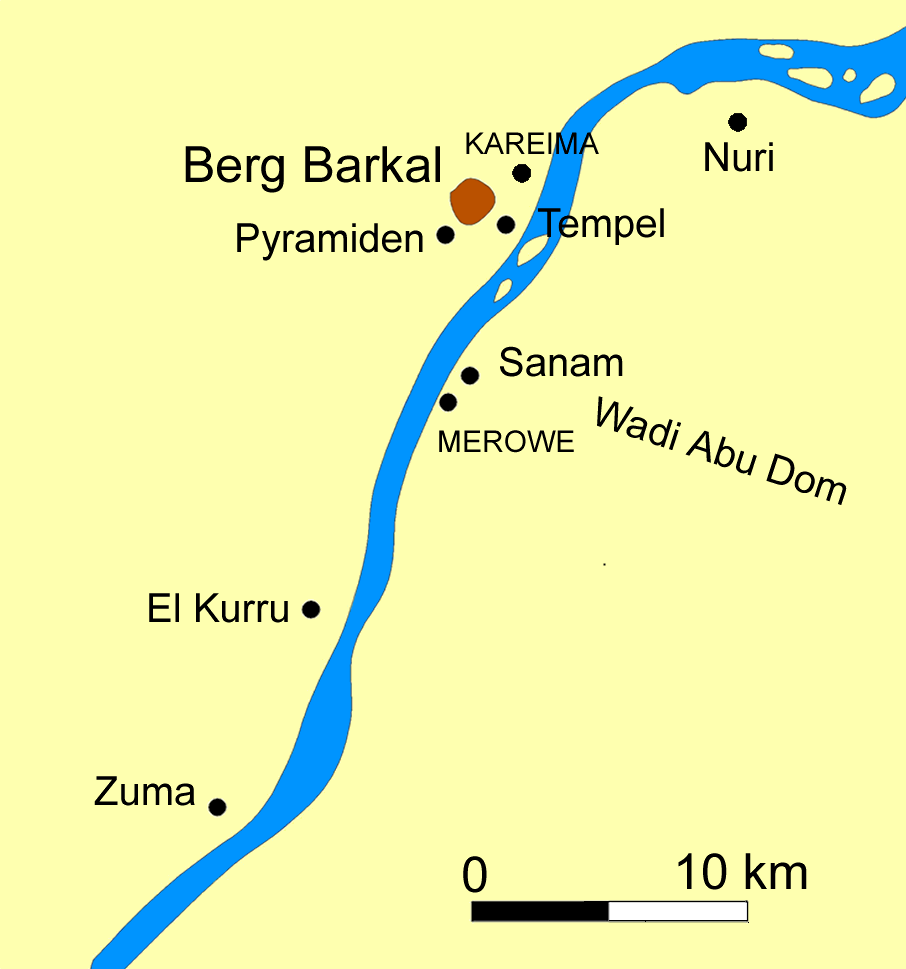
Berg Barkal und dessen Umgebung

Die Pyramiden vom Jebel Barkal (arabisch جبل بركل Dschabal Barkal, DMG Ǧabal Barkal, auch Gebel Barkal) sind ein antiker Friedhof im Sudan im Westen des Jebel Barkal, der zur nubischen Stadt Napata gehörte.
Sie liegen zwischen dem 3. und 4. Nilkatarakt, am rechten (hier westlichen) Ufer des Nil, etwa drei Kilometer südwestlich der heutigen Stadt Karima. Bei der ersten wissenschaftlichen Ausgrabung am Jebel Barkal 1916 bis 1920 wurden unter der Leitung von George A. Reisner 25 Pyramiden freigelegt. Seit 2003 stehen sie gemeinsam mit anderen Bauten der Region auf der UNESCO-Liste des Weltkulturerbe.

## Datierung
Die Datierung der Pyramiden bereitet Schwierigkeiten, da sie teilweise zerstört sind und bis auf eine Ausnahme keine Königsnamen gefunden wurden. Daher können nur sehr wenige einem bestimmten Besitzer zugeordnet werden und es ist möglich, dass keine von ihnen eine Königspyramide ist. Es werden nach den unterschiedlichen Baustilen zwei Gruppen von Pyramiden unterschieden. Die südlichere, ältere Gruppe wird in die Zeit nach Nastasen (regierte um 320 v. Chr.), etwa um 250 v. Chr. datiert. Hier wurden keine Königsnamen gefunden. Bis auf einige untere Steinreihen sind nur die inneren Schuttkegel als im Vergleich zur ursprünglichen Form flache Hügel erhalten.
Die Pyramiden der nördlichen Gruppe gehören in die Meroe-Zeit und werden in das 1. vorchristliche Jahrhundert datiert. Sie zählen zu den am besten erhaltenen Pyramiden im Sudan. Der neue Meroe-Stil zeigt sich an den glatten Eckleisten, die in gerader Linie steil nach oben führen und sich von den getreppten Flächen abheben. In diesem Stil sind in Meroe zehn Pyramiden erhalten, am Jebel Barkal sind es acht. Im Unterschied zu den Vorgängern mit zwei Grabkammern  haben diese Pyramiden drei hintereinanderliegende Kammern, die wie üblich über eine lange Treppe von Osten her erreichbar waren. Möglicherweise wurden  Angehörige einer lokalen, von Meroe unabhängigen Dynastie begraben. Nur der Name der Königin Nawidemak ist aus einer der Pyramiden bekannt.

## Liste der Pyramiden

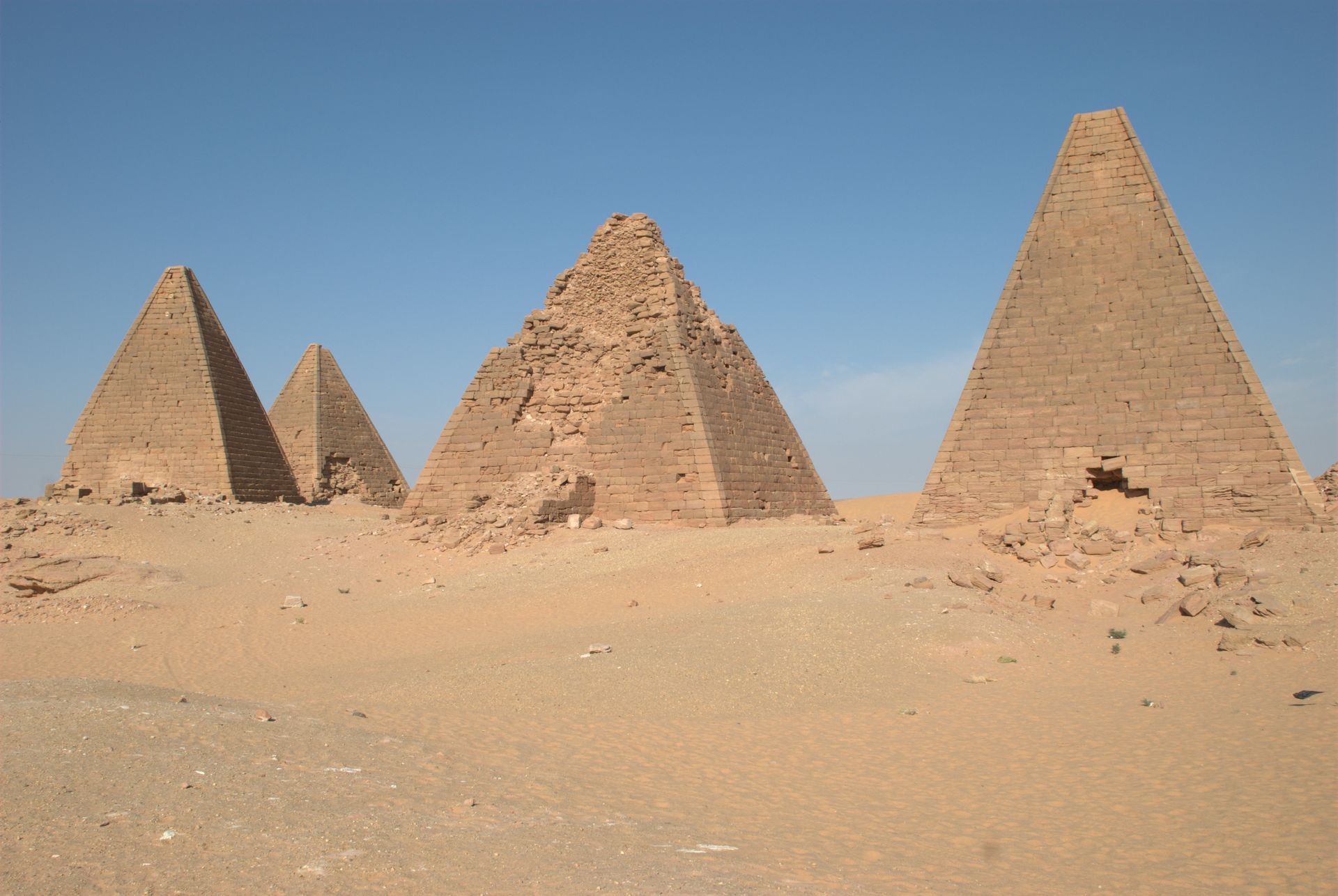
Pyramiden der nördlichen Gruppe, von Süden

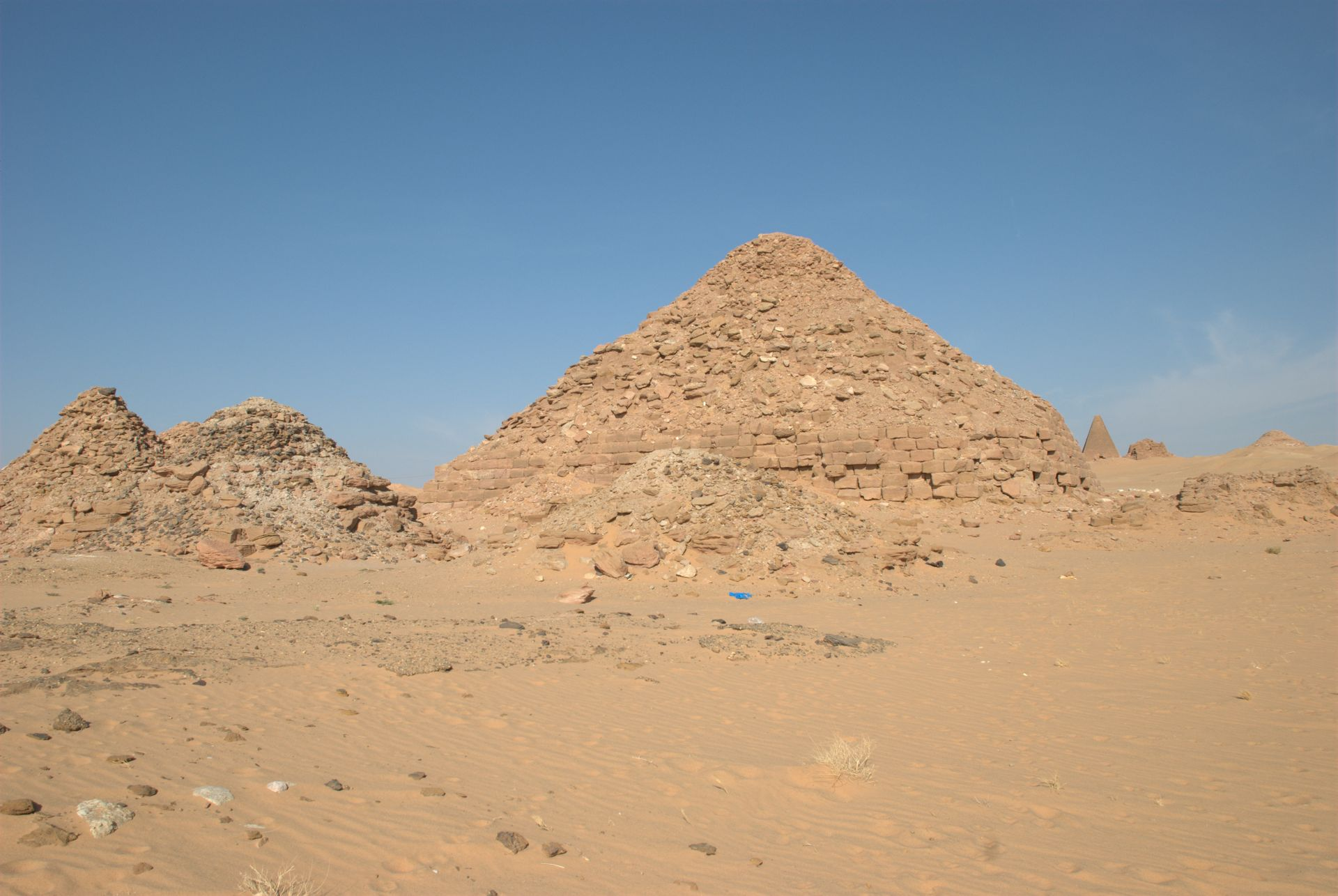
Pyramiden der südlichen Gruppe, rechts im Hintergrund Nordgruppe

| Name   | König                 | Kommentar          |
| ------ | --------------------- | ------------------ |
| Bar 1  | unbekannt             |                    |
| Bar 2  | König                 | Name unbekannt     |
| Bar 3  | Königin               | Name unbekannt     |
| Bar 4  | Königin               | Name unbekannt     |
| Bar 5  | unbekannt             |                    |
| Bar 6  | Königin Nawidemak     |                    |
| Bar 7  | Sabrakamani Chaemnape | Zuordnung unsicher |
| Bar 8  | unbekannt             |                    |
| Bar 9  | König                 | Name unbekannt     |
| Bar 10 | Königin               | Name unbekannt     |
| Bar 11 | unbekannt             |                    |
| Bar 14 | König                 | Name unbekannt     |
| Bar 16 | unbekannt             |                    |
| Bar 17 | unbekannt             |                    |
| Bar 20 | unbekannt             |                    |
| Bar 21 | unbekannt             |                    |
| Bar 22 | unbekannt             |                    |
| Bar 25 | unbekannt             |                    |